# Duc-Z
Duc-Z, de son nom complet Ulrich Coco Djoumessi est un chanteur et producteur camerounais. Il est connu de la scène musicale urbaine au Cameroun.

## Biographie

### Enfance, débuts
Duc-Z naît le 27 octobre 1987 à Douala au Cameroun. À l’âge de dix ans, il interprète lors des kermesses dans son collège des titres de son idole Michael Jackson jusqu’à ce que la musique devienne sa profession.
Il devient interprète, artiste, auteur, compositeur et producteur de musique.

### Carrière musicale
A l’âge de 14 ans, Duc-Z crée avec Franky P, et Armel Weladji un groupe, Homonyme. Il s’agit d’un style nouveau, une fusion de makossa et de R&B. 
En 2003, Homonyme collabore Alain Manga (chanteur Camerounais) dans l’album Dis Moi.
2006 marque sa signature avec le label Big Boss Entertainment Kamer avec lequel il prépare son premier album.
En avril 2007, il pose sa voix sur quatre titres de la compilation le Clash, le rendant ainsi un incontournable de la scène et des studios hip hop pour des collaborations en featuring.
En 2009, il représente le Cameroun au prix GABAO du Festival Gabao de Libreville au Gabon. Dès son retour, il entame une carrière professionnelle avec la sortie de son premier album « Art & Biz Attitude » produit par Boudorium Prod. Le fruit de cet album est le prix du meilleur Artiste RNB 2010 au Mboa Hiphop Awards. Il participe au Festival Ndjamvi à Ndjamena au Tchad.
Le 10 février 2011, il livre un maxi de quatre titres intitulé « Prelude » dans lequel on retrouve le hit « Je ne donne pas le lait ». À la fin de cette année, il sort son deuxième album titré « Evolution ». il participe le 07 septembre 2011 au concert Afrika Hiphop première édition dans le cadre de GABON-EXPO à Libreville.
Après Homonyme, il lance plus tard son propre label Forena Music. Il passe par plusieurs labels, parmi lesquels Big Boss Entertainment Kamer, Empire Company de Pit Baccardi, Hope Music Group, son distributeur. Duc-Z se fait appeler le king du RnB camerounais,.

### Style musical et influences
Duc-Z fait un travail de créativité et d’innovation très vite marqué par le style de son idole Michael Jackson pour lequel il faisait des interprétations en milieu scolaire. L’environnement qu’il connaît a beaucoup d’influences dans ses choix de musique tant dans le contenu qu’au travers des titres ; on retrouvera très facilement des expressions typiques aux camerounais. Il chante principalement en langue française et à des occasions en dans sa langue maternelle à l’instar du titre Lock Shou. Son niveau de langue varie très aisement du soutenu au courant voire à l’argot. Ses compositions comprennent des rythmes r’nb, hip hop, quelquefois des styles africains. Ainsi, on peut l'écouter sur des airs de Makossa, et aussi de Bend skin.

### Entrepreneuriat
Depuis ses débuts dans la musique, Duc-Z est toujours à la conquête d'entreprendre. Il créer son propre label qui porte le nom de Forena Music.
Duc-Z ne fait pas que dans la musique, il se lance dans l'agroalimentaire en créant Au'food dans plusieurs villes au Cameroun.

### Succès
Le titre Je ne donne pas le lait est un hit dès sa sortie en 2011. Le titre African mamy sorti en 2012 a également marqué le public par ses sonorités et couleurs lyriques.

## Discographie

### Collaborations
- Alain Manga dans l’album Dis Moi
- Compilation Le Clash
- Fine Boy Remix de Magasco
- D'Bou Remix de Ambe
- Back In The Game avec Stanley Enow
- Lions4life avec Stanley Enow
- Je ne donne pas le lait avec Singuila et Pit Baccardi
- Lisa avec Tshibambi
- Parce que c'est toi avec Safiath

## Récompenses et nominations
- 2010 : prix du meilleur artiste RNB au Mboa Hip-hop Awards
- 2013 : canal d'or: Artiste/groupe de musique urbaine[8].